# Кандалакшинський ВТТ
Кандалакшинський ВТТ (рос. КАНДАЛАКШИНСКИЙ ИТЛ, ИТЛ и Строительство Кандалакшинского алюминиевого завода, Кандалакшстрой) — підрозділ, що діяв у структурі виправно-трудових таборів СРСР.
Організований 15.11.40 (виділений з Мончегорлага);

закритий 28.06.41.

## Підпорядкування і дислокація
- ГУЛАГ з 15.11.40;
- ГУЛПС з 26.02.41.

Дислокація: Мурманська область, м.Кандалакша

## Виконувані роботи
- будівництво Кандалакшинського алюмінієвого заводу,
- будівництво Кольського глиноземного заводу,
- будівництво алюмінієвого з-ду по виробництву термічним способом;
- будівництво Ніва ГЕС

## Чисельність з/к
- 01.01.41 — 10 397,
- 15.06.41 — 14 001.

## Історія
Знаменитий план ГОЕЛРО передбачав будівництво на річці Ніва трьох гідроелектростанцій. Електрика потрібна було швидко зростаючому краю, як повітря. Основні земляні роботи на будівництві Ніва ГЕС - 2 почалися влітку 1931 року. У селищі будівельників проживало 12 тис. працівників, чорнороби і землекопи складали з них майже половину. 30 червня 1934 Ніва ГЕС - 2 вступила в дію. Перший агрегат першої в Заполяр'ї гідростанції дав струм. В цей же час розгорнулися проектно-пошукові роботи на Ніва ГЕС - 3. Потужна підземна гідростанція повинна була забезпечити електроенергією Кандалакшинський алюмінієвий завод, будівництво якого велося паралельно.